# ボクタール
ボクタール(タジク語: Бохтар)は、タジキスタン共和国の南西部の都市。ハトロン州の州都。人口は85000人(2006年)で、同国で3位である。人口はロシアへの出稼ぎをするタジク人が多いため季節によって大きく変わる。かつては、クルガン・テッパ(タジク語: Қурғонтеппа)、クルガン・テュベ(ロシア語: Курган-Тюбе)やクルガン・テペ（ペルシア語:قرغان‌تپه）と呼ばれた。首都のドゥシャンベから100km。クルガン・テッパの北をヴァフシュ川が流れる。北西約8kmにアジナ・テパ遺跡がある。

## 歴史
ソ連時代、開拓のための運河の造成・灌漑事業で、多くの労働者が流れ込んでできた町。そのため民族構成も、タジク人、ウズベク人、ロシア人、タタール人、ウクライナ人、カザフ人、ギリシア人など多岐にわたる。かつてはこうして出来た開墾地に多くのロシア人がいたが、1992年から1997年のタジキスタン内戦で85%のロシア人が去った。内戦ではこれら入植した人々が反政府勢力となったため、最大の激戦地の1つとなり、クルガン・テッパに深刻な打撃を与えた。現在もタジキスタンの反政府勢力の最大の地盤である。
市の経済はwhite goldと呼ばれる良質の綿花に依存しているが、2000年以降はロシアへの出稼ぎも極めて大きい。
2018年1月22日、タジキスタン政府は都市名をボクタールに改名した。